# Menjamel becgròs
El menjamel becgròs (Melithreptus validirostris) és un ocell de la família dels melifàgids (Meliphagidae).

## Hàbitat i distribució
Habita boscos a Tasmània incloent incloent les illes King i Furneaux.